# Jules Alfred Pierrot Deseilligny
Pour les articles homonymes, voir Deseilligny.
Jules Alfred Pierrot Deseilligny (1867-1918) est astronome, physicien et sélénographe français.

## Biographie
Jules Deseilligny naquit à Paris en 1867, d'Alfred Deseilligny et de Félicie Schneider. Passionné d'astronomie, il se spécialisa dans la sélénographie.
Au tournant du XIXe siècle et du XXe siècle, Jules Deseilligny participa avec d'autres astronomes français à la création d'un comité d'études sélénographiques. Il en devint le premier président. Son « Projet d'études sélénographiques en commun » fut longtemps le vade-mecum pour l'observateur lunaire.
En 1935, l'Union astronomique internationale a donné le nom de Deseilligny à un cratère lunaire situé sur la face visible de la Lune.

## Au sujet de
- GUIGNARD Laurence, « Le « tourment lunaire » de Jules Pierrot-Deseilligny. Pratiques amateurs d'observation de la Lune », Romantisme, 2014/4 (n° 166), p. 65-78.
- Naissance de Jules-Alfred Pierrot-Deseilligny, astronome – Académie des Sciences, Arts et Belles-lettres de Dijon (academie-sabl-dijon.org)
- Décès de Jules-Alfred Pierrot-Deseilligny, sélénographe – Académie des Sciences, Arts et Belles-lettres de Dijon (academie-sabl-dijon.org)